# حميط أبيض عتيق
حميط أبيض عتيق (الاسم العلمي:Tragia incana) هو نوع من النباتات يتبع جنس الحميط من الفصيلة الفربيونية.